# Kuttara
Kuttara je v současnosti neaktivní vulkanický komplex, sestávající z několika stratovulkánů, struskových kuželů, lávových dómů a kaldery, nacházející se na ostrově Hokkaidó blízko pacifického pobřeží, jihovýchodně od kaldery Toja. Ve stavbě komplexu převládají Andezity a bazalty.
Komplex se vyvinul v pěti etapách, první se odehrála před 60 000 lety. Explozivní erupce čtvrté fáze před 40 000 lety vyprodukovala velký objem dacitové pemzy a dala za vznik 3 km široké kaldeře. Pozdější erupce vyprodukovaly několik lávových proudů na severním okraji komplexu. Na západním okraji komplexu vznikly začátkem holocénu dva krátery a masivní dacitový sopečný dóm. Poslední větší fáze se odehrála v 17. století. V současnosti se v okolí komplexu nacházejí četné horké prameny, fumaroly a gejzíry.